# Alfred Grosser

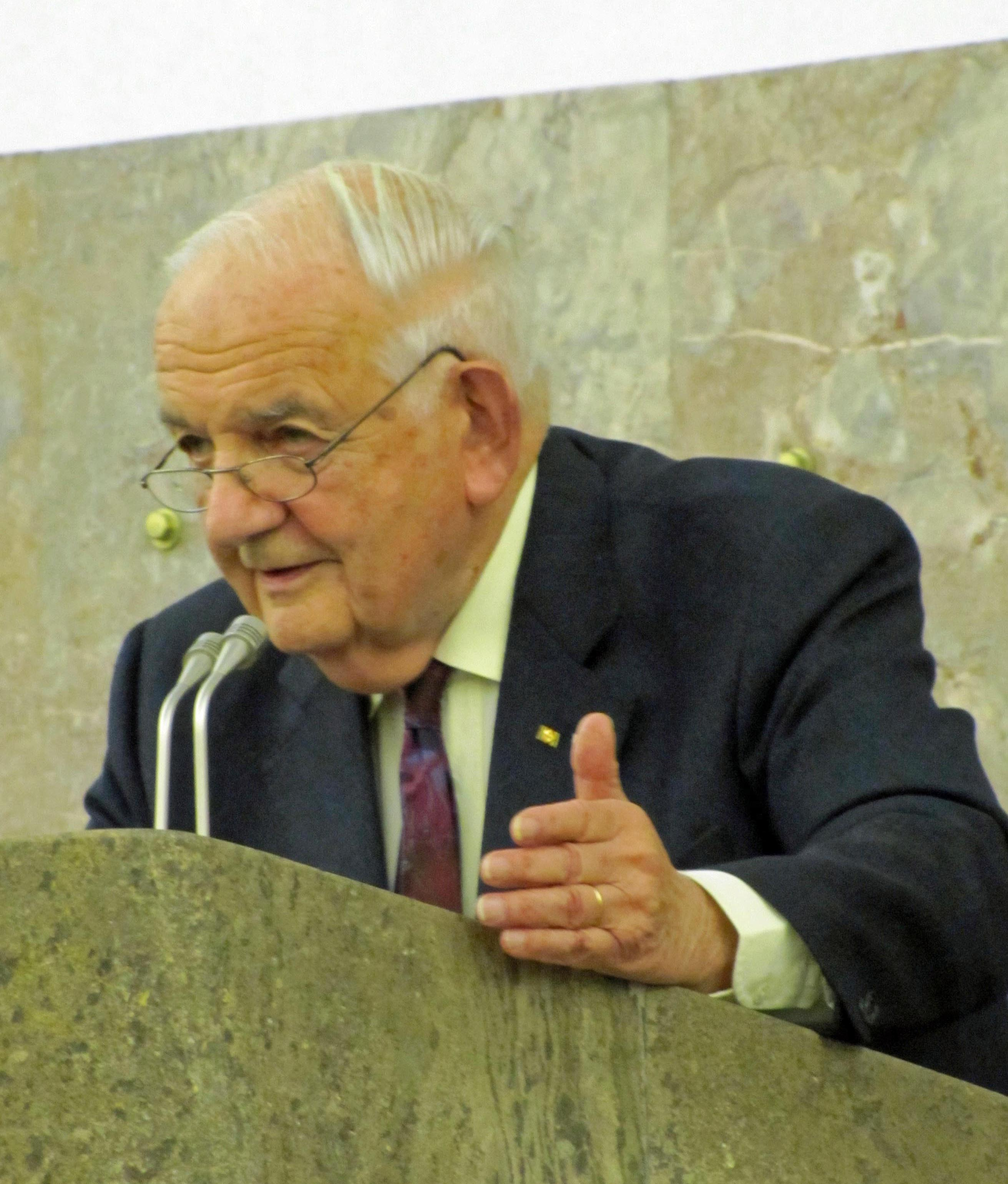
Alfred Grosser, 2010

Alfred Grosser (* 1. Februar 1925 in Frankfurt am Main; † 7. Februar 2024 in Paris) war ein französischer Publizist, Kolumnist und Politikwissenschaftler deutscher Abstammung.

## Leben

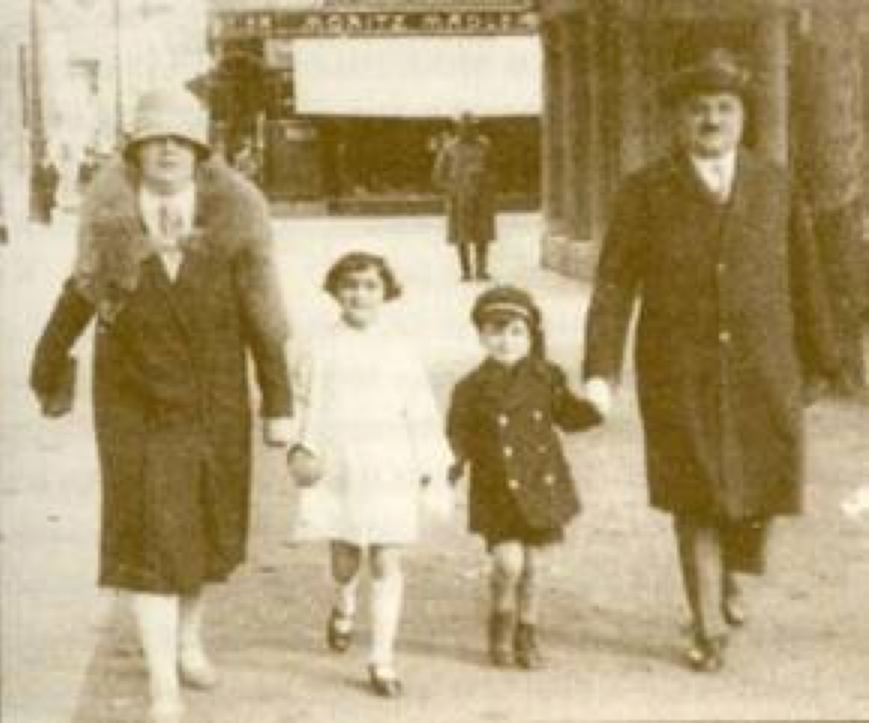
Alfred Grosser als Kind in Frankfurt, 1929/30

Alfred Grossers Vater, Paul Grosser, war Direktor einer Kinderklinik in Frankfurt am Main, Sozialdemokrat und jüdischer Herkunft und nach Angaben seines Sohnes zudem Freimaurer. Ende 1933 emigrierte die Familie nach Frankreich. Durch eine Verordnung des französischen Justizministers Vincent Auriol vom 1. Oktober 1937 wurde Alfred Grossers verwitweter Mutter, Lily Grosser, und ihren Kindern, Alfred und seiner Schwester Margarethe, die französische Staatsbürgerschaft verliehen. Dies bewahrte sie davor, von der Regierung Daladier im September 1939 wie andere von Hitler verfolgte Deutsche als vermeintlich feindliche Ausländer in Lagern interniert zu werden. Grosser bezeichnete sich später in Interviews stets als „echten Franzosen“ und veröffentlichte 1997 seine Autobiografie unter dem Titel Une vie de Français: mémoires („Ein Leben als Franzose – Memoiren“).
Grosser besuchte das Gymnasium in Saint-Germain-en-Laye; nach dem Einmarsch der deutschen Wehrmacht 1940 floh er mit seiner Familie in das noch unbesetzte Südfrankreich. Von 1942 an studierte er Politikwissenschaft und Germanistik in Aix-en-Provence und später in Paris. Von 1950 bis 1951 war Grosser stellvertretender Leiter des UNESCO-Büros in der Bundesrepublik. Anschließend nahm er eine Dozentenstelle an der Sorbonne an. Ab 1956 war Grosser hauptamtlicher Forschungsdirektor an der Fondation nationale des sciences politiques und Professor am Institut d’etudes politiques in Paris. Im Jahr 1992 wurde er als Studien- und Forschungsdirektor der Fondation nationale des sciences politiques emeritiert.

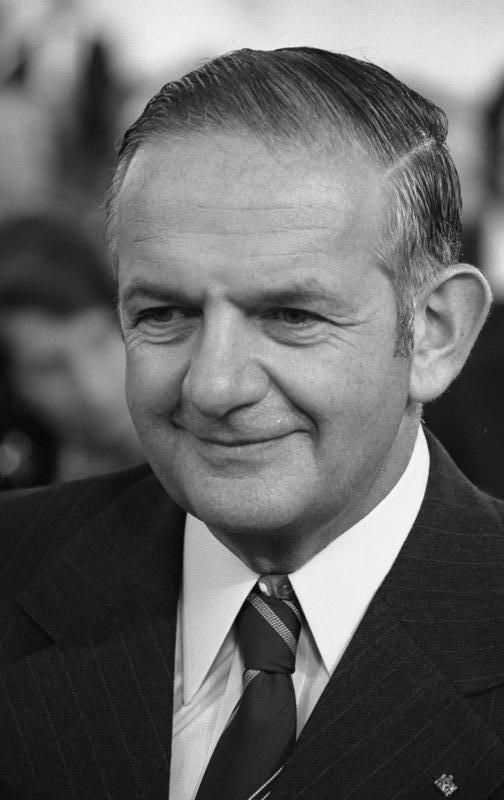
Alfred Grosser, 1975

Grosser war ab 1965 Mitarbeiter zahlreicher Zeitungen und Fernsehanstalten. Unter anderem schrieb er politische Kolumnen für die Tageszeitungen La Croix und Ouest-France und trat wiederholt im deutschen Fernsehen, darunter im Internationalen Frühschoppen, auf.
Neben Joseph Rovan war Grosser ein herausragender französischer Intellektueller deutsch-jüdischer Herkunft. Seit der Nachkriegszeit setzte er sich beharrlich für die deutsch-französische Aussöhnung ein und gilt als ein intellektueller Wegbereiter des Elysée-Vertrags. Bei zahlreichen Reisen und Vorträgen in Deutschland und Frankreich wirkte er an der Verständigung der beiden Nachbarvölker mit.
Grosser selbst bezeichnete sich in einem Interview im September 2011 als „Atheisten, der dem Christentum nahesteht“.
Große Sorgen äußerte Grosser 2017 in einem Interview mit der Heilbronner Stimme wegen zunehmender Wahlerfolge von Rechtspopulisten in Europa. Grosser sagte dem Journalisten Hans-Jürgen Deglow: „Beim Umgang mit rechtspopulistischen und rechtsextremistischen Parteien ist es ratsam, dass die demokratischen Kräfte die Themen des rechten Randes nicht okkupieren. Das ist auch moralisch anstößig.“ Grosser ergänzte, dass auf die Themen der Rechtsextremen die deutsche Parteien anfangs auch bei Hitler eingegangen seien. Die Demokraten seien dazu aufgerufen, „den extremen Positionen ganz bewusst Kontrapunkte und Lösungen auf dem Boden der Menschenrechte entgegenzusetzen“.
Er starb im Februar 2024 in Paris im Alter von 99 Jahren.

## Distanz zum Judentum und Israel

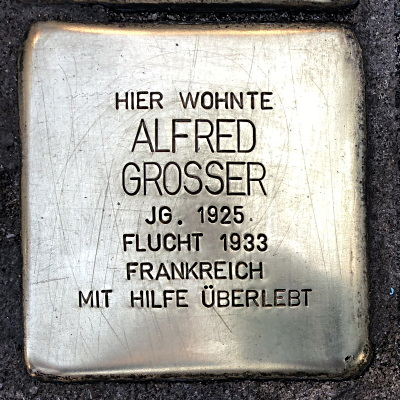
Stolperstein

Grosser war als Gegner der israelischen Regierungspolitik bekannt. Er vertrat die These, dass „Israelkritik“ in Deutschland nicht erlaubt sei und eine Keule gegen die Deutschen geschwungen werde, die besagt, „ich schlage dich mit Auschwitz“. Er bekräftigte damit eine Formulierung Martin Walsers aus dessen Paulskirchenrede von 1998. Grosser war überzeugt, dass die Politik Israels den Antisemitismus fördere. Aus Protest gegen die aus seiner Sicht unausgewogene Nahostberichterstattung des Nachrichtenmagazins L’Express trat er 2003 aus dessen Aufsichtsrat zurück: „Die Chefredaktion hatte nur zögernd meine positive Rezension eines israel-kritischen Buches veröffentlicht. In der folgenden Nummer druckte man einen Sturm Leserbriefe, die mich beschimpften.“ ()
Im Jahr 2007 kritisierte Grosser die Verleihung des Ludwig-Börne-Preises an den Publizisten Henryk M. Broder und sagte, dieser sei einer Verleihung in der Frankfurter Paulskirche nicht würdig. Zuvor hatte es das Nachrichtenmagazin Focus abgelehnt, Grossers positive Rezension eines Buches von Rupert Neudeck, in dem dieser Israel als Apartheidstaat bezeichnete, abzudrucken.
Grosser war Hauptredner der am 9. November 2010 von der Stadt Frankfurt am Main abgehaltenen Gedenkfeier zur Erinnerung an die Pogromnacht 1938. Mitglieder des Zentralrats der Juden in Deutschland hatten gedroht, die Feier in der Paulskirche zu verlassen, sollte Grosser „ausfallend gegenüber Israel“ werden. Die einladende Frankfurter Oberbürgermeisterin, Petra Roth, erklärte, einige Äußerungen Grossers seien ihr nicht bekannt gewesen, verteidigte jedoch seine Einladung, da er sich „viele Jahrzehnte um die Aussöhnung der Völker bemüht“ habe.
In einer Rezension verteidigte Grosser im Jahr 2011 Vivien Steins Biographie des Galeristen Heinz Berggruen und unterstützte die Position der Autorin, wonach dessen „Wille, keine Steuern zu zahlen […] ernst genommen werden“ müsse. Zugleich kritisierte er Michael Naumann, der als Staatsminister für Kultur den Ankauf einer Bildersammlung Berggruens vorangetrieben hatte. Naumann zeigte sich seinerseits verwundert, dass Grossers Rezension nicht auf die „negativ-dialektische Variante jenes Antisemitismus“ eingehe, die in Steins Vorwurf, Berggruen habe sich nicht offensiv zu seinem Judentum bekannt, zu erkennen sei.
In der Debatte um den Text Was gesagt werden muss des Schriftstellers Günter Grass verteidigte Grosser diesen. Grass habe zwar seine Mitgliedschaft in der Waffen-SS zu lange verschwiegen, jedoch: „Es gab damals 900.000 junge Deutsche, die in der Waffen-SS waren, nicht aber in der SS.“ Er wiederholte seine Ansicht, dass sachliche Kritik an israelischer Politik in Deutschland tabuisiert sei: „Es heißt aber immer sofort, das sei Antisemitismus.“ Grosser sagte außerdem: „Die israelische Regierung provoziert.“ Und: „Um von der eigenen Politik etwa gegen die Siedler abzulenken, braucht man die Gefahr aus Iran.“ ()
Der Journalist Arno Widmann bezeichnete es im Januar 2015 als grotesk, dass Grossers Kritik an der israelischen Politik und die Kritik an der Kritik mehr als die Hälfte des Wikipedia-Eintrags über ihn ausmache. Grosser habe längst bewiesen, wie wenig wichtig ihm „seine Jüdischkeit […] im Gesamt seiner politisch-religiösen Überzeugungen“ sei und „wie er an der Seite Israels steht, wenn es bedroht ist, aber keinen Grund sieht, darüber hinwegzusehen, wie es das Leben, die Existenz der Palästinenser bedroht.“

## Ehrungen und Auszeichnungen
Für seine zur Völkerverständigung beitragenden Werke erfuhr Grosser zahlreiche Ehrungen und Auszeichnungen:

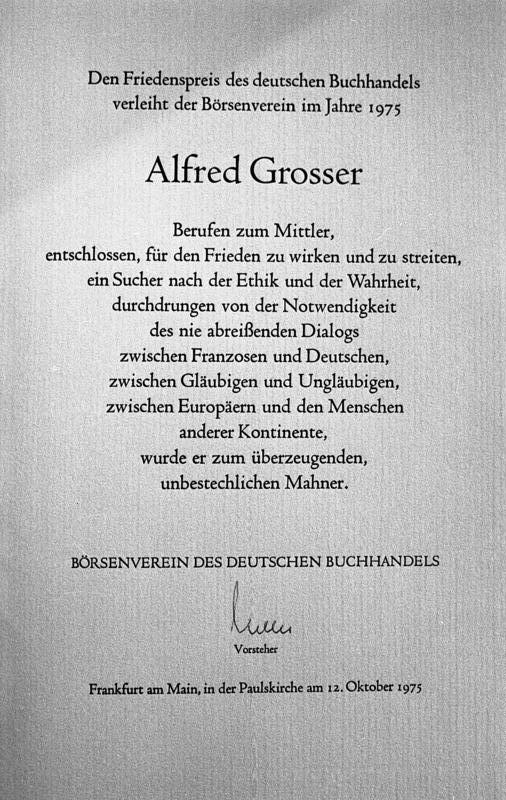
Friedenspreis des Deutschen Buchhandels, 1975

- 1975: Friedenspreis des Deutschen Buchhandels, Laudator Paul Frank,[19] für seine Rolle als „Mittler zwischen Franzosen und Deutschen, Ungläubigen und Gläubigen, Europäern und Menschen anderer Kontinente“
- 1975: Goethe-Medaille
- 1978: Theodor-Heuss-Medaille
- 1986: Goethe-Plakette der Stadt Frankfurt am Main
- 1986: Schärfste Klinge der Stadt Solingen
- 1991: Offizier der Ehrenlegion (Großoffizier 2001)
- 1993: Einrichtung des „Lehrstuhl Alfred Grosser“ (Gastprofessuren der Sciences Po in Paris und Nancy)
- 1994: Schillerpreis der Stadt Mannheim[20]
- 1995: Cicero Rednerpreis[21]
- 1998: Grand Prix de l’Académie des Sciences morales et politiques
- 2001: Grand Officier Légion d'Honneur[22]
- 2002: Humanismus-Preis des Deutschen Altphilologenverbands
- 2003: Verdienstorden der Bundesrepublik Deutschland: Großes Verdienstkreuz (1975) mit Stern (1985) und Schulterband (2003)
- 2004: Abraham Geiger-Preis des Abraham-Geiger-Kollegs an der Universität Potsdam
- 2004: Wilhelm-Leuschner-Medaille
- 2009: Einrichtung der Alfred-Grosser-Gastprofessur an der Johann-Wolfgang-Goethe-Universität Frankfurt am Main[23]
- 2009: Verleihung der Frank-Loeb-Gastprofessur der Universität Koblenz-Landau
- 2012: Medienpreis des Deutsch-Französischen Journalistenpreises (DFJP)[24]
- 2013: Theodor-Wolff-Preis für das Lebenswerk
- 2013: Steiger Award
- 2014: Henri-Nannen-Preis für das publizistische Lebenswerk
- 2014: Martini-Preis des SPD-Unterbezirks Südpfalz[25]
- 2016: Goldenes Coeur de l‘Europe.[26]
- 2017: Verleihung der Mercator-Professur der Universität Duisburg-Essen[27]
- 2018: Eugen-Kogon-Preis[28]

In Bad Bergzabern wurde schon zu Grossers Lebzeiten ein Schulzentrum, bestehend aus Realschule plus und Gymnasium, nach ihm benannt.

## Schriften (Auswahl)
- Deutschlandbilanz. Geschichte Deutschlands seit 1945, 1970.
- Das Bündnis, 1981.
- Versuchte Beeinflussung, 1981.
- Der schmale Grat der Freiheit, 1981.
- Das Deutschland im Westen, Carl Hanser, München 1985, ISBN 3-446-12619-8.
- Frankreich und seine Außenpolitik, 1986.
- Mit Deutschen streiten, 1987.
- Mein Deutschland, 1993.
- Deutschland in Europa, 1998.
- Was ich denke., November 2000.
- Wie anders sind die Deutschen?, Beck, 2002, ISBN 3-406-49328-9.
- Wie anders ist Frankreich? Beck, München 2005, ISBN 3-406-52879-1.
- Die Früchte ihres Baumes. Ein atheistischer Blick auf die Christen, Vandenhoeck & Ruprecht, September 2005.
- Der Begriff Rache ist mir völlig fremd. In: Martin Doerry (Hrsg.): Nirgendwo und überall zu Haus. Gespräche mit Überlebenden des Holocaust. DVA, München 2006, ISBN 3-421-04207-1 (auch als CD), S. 120–129.
- Die Frage nach der Leitkultur. In: Robertson-von Trotha, Caroline Y. (Hrsg.): Kultur und Gerechtigkeit (= Kulturwissenschaft interdisziplinär/Interdisciplinary Studies on Culture and Society, Bd. 2), Baden-Baden 2007, ISBN 978-3-8329-2604-5.
- Von Auschwitz nach Jerusalem. Rowohlt 2009, ISBN 978-3-498-02515-1.
- Die Freude und der Tod. Eine Lebensbilanz. Rowohlt, Reinbek bei Hamburg 2011, ISBN 978-3-498-02517-5.
- Le Mensch. Die Ethik der Identitäten. Dietz, Bonn 2017, ISBN 978-3-8012-0499-0.

## Rezensionen
- Frank Raudszus: Alfred Grosser. In: Frank Raudszus (Hrsg.): egotrip. Oktober 1998 (egotrip.de).
- Michael Hereth: Alfred Grosser at his best. Ein blendendes Frankreichbuch. In: Das Parlament. Nr. 11, 14. März 2005 (bundestag.de – über das Buch Wie anders ist Frankreich).
- Ursula Homann: Hinwendung zur Welt. Warum Alfred Grosser nicht an Gott glaubt. In: literaturkritik.de. Nr. 12, Dezember 2005 (literaturkritik.de – über das Buch Die Früchte ihres Baumes. Ein atheistischer Blick auf die Christen.).